# 파동편모충속
파동편모충속(Trypanosoma)은 파동편모충과에 속하는 기생 원생생물 속이다. 개구리파동편모충 등을 포함하고 있다.

## 하위 종
- 브루스파동편모충 (Trypanosoma brucei)
  - 감비아파동편모충 (Trypanosoma brucei gambiense)
  - 로데시아파동편모충 (Trypanosoma brucei rhodesiense)
- 크루스파동편모충 (Trypanosoma cruzi)
- 에반스파동편모충 (Trypanosoma evansi)
- 쥐파동편모충 (Trypanosoma lewisi)
- 랑겔파동편모충 (Trypanosoma rangeli)
- 개구리파동편모충 (Trypanosoma rotatorium)
- 소파동편모충 (Trypanosoma theileri)